# Спероне
Спероне (итал. Sperone) — коммуна в Италии, располагается в регионе Кампания, в провинции Авеллино.
Население составляет 3185 человек (2008 г.), плотность населения составляет 1062 чел./км². Занимает площадь 3 км². Почтовый индекс — 83020. Телефонный код — 081.
Покровителем коммуны почитается святой пророк Божий Илья, празднование 20 июля.

## Демография
Динамика населения:

## Администрация коммуны
- Официальный сайт: http://www.comune.sperone.av.it/